# Historical Diving Society
La Historical Diving Society (HDS) è stata creata nel 1990 nel Regno Unito da un gruppo di appassionati il cui scopo era quello di preservare e proteggere la storia della subacquea. Da allora la società si è evoluta in un'organizzazione internazionale con diverse società affiliate nazionali in tutto il mondo.

## Attività

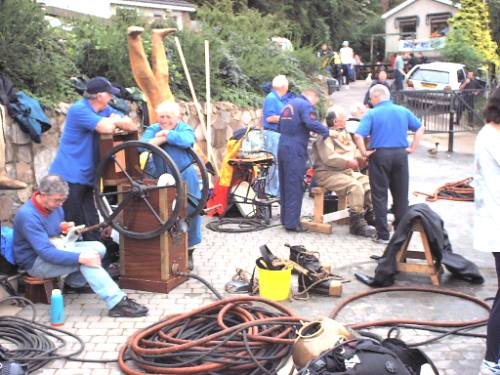
Preparativi ad un'immersione con scafandro della Historical Diving Society

La HDS incoraggia la pubblicazione di articoli relativi alla storia della subacquea e pubblica Historical Diving Times, la rivista trimestrale per i membri. Inoltre promuove conferenze, visite, incontri e, allo scopo di poter disporre di attrezzature storiche funzionanti da poter mostrare alle manifestazioni, mantiene attivo il Working Equipment Group che si occupa di catalogare e preservare in uno stato funzionante una collezione di attrezzature storiche.
Dal 1990 la Società tiene una conferenza annuale durante la quale personalità dell'ambiente e ricercatori hanno modo di parlare delle loro attività.
La HDS mantiene inoltre un database storico dei pionieri della subacquea chiamato The Divers Index che può essere utilizzato per ricerche storiche.

## HDS Italia
La Historical Diving Society Italia è una organizzazione onlus che, similmente all'associazione madre HDS internazionale, si propone di promuovere la cultura subacquea ed in particolare tenere viva la memoria dei palombari e delle loro pionieristiche gesta. Allo scopo ha istituito il Museo Nazionale delle Attività Subacquee, unico nel suo genere in Italia, che si trova a Marina di Ravenna.

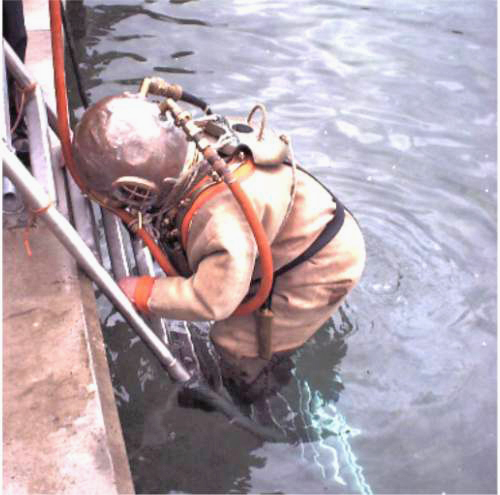
Palombaro che scende in mare

### Attività di HDS Italia
Organizza manifestazioni, eventi e convegni di studio e ricerca, volti a diffondere la storia, la cultura e la sicurezza della subacquea, compresa quella professionale. A tal scopo è l'unica organizzazione in Italia che si dedica all'insegnamento dell'uso delle attrezzature da palombaro.
Si occupa attivamente della difesa delle testimonianze storiche legate al mare. Ha infatti organizzato il recupero completo del tesoro trafugato dal relitto del Polluce, affondato presso l'Isola d'Elba, salvando questi preziosi oggetti prima che venissero messi all'asta.
Si cura anche della ristampa di libri storici, pubblicazione di manuali tecnici e diffusione di materiale sulla storia della subacquea e dei suoi personaggi più rappresentativi.